# Girls, Girls, Girls
Girls, Girls, Girls ist das vierte Studioalbum der amerikanischen Glam-Metal-Band Mötley Crüe und der endgültige Durchbruch der Band. Es wurde am 15. Mai 1987 veröffentlicht und erreichte Platz zwei in den Billboard-200-Charts.

## Geschichte
Mit dem Album Theatre of Pain erreichten Mötley Crüe auch international langsam Bekanntheit. Nun musste ein starkes, neues Album her. Hierfür setzten sie sich mit ihrem alten Produzenten Tom Werman zusammen. Die Songs sind mit leichten Blueseinflüssen (aber trotzdem ein härterer Sound) und die Texte drehen sich noch stärker um den harten Lifestyle der Band. Es geht nur noch um das typische Mötley-Crüe-Leben mit „Sex, Drugs and Rock ’n’ Roll“. Vor der Veröffentlichung heiratete Tommy Lee Heather Locklear, Vince Neil machte einen Alkoholentzug und saß die Strafe für den Tod des Hanoi-Rocks-Schlagzeugers Razzle, dem das Album Theatre of Pain gewidmet ist, ab. Doch von den 30 Tagen Haft musste er nur die Hälfte absitzen. Das Album erschien dann im Mai 1987.
Den Song Nona schrieb Bassist Nikki Sixx im Gedenken an seine nach schwerer Krankheit verstorbene Großmutter, die mit Vornamen Nona hieß. Wegen seines extremen Drogenkonsums waren die Sinne von Nikki Sixx derart benebelt, dass er manchmal nicht einmal die Wohnung verlassen konnte. Aus diesem Grund verpasste der Rockmusiker die Beerdigung seiner geliebten Oma, deshalb komponierte er dieses seiner Großmutter gewidmete Stück. In Bezug auf den Song Five Years Dead ließ sich Sixx beim Songwriting von einem Buch des Schriftstellers Bernard Falk inspirieren, das ebenfalls den Titel Five Years Dead trägt und 1937 erstmals erschienen war.
In den Zeilen „Going way too fast / Gonna burn and crash / Valentine’s in London / Found me in the trash“ des Songs Dancing on Glass verarbeitete Nikki Sixx die nächtliche Begegnung mit einem zwielichtigen Drogendealer, als sich Mötley Crüe auf Europatournee befanden, nach einem Auftritt am Valentinstag zusammen mit Cheap Trick in London. In einem Taxi und in Begleitung von Gitarrist Andy McCoy von Hanoi Rocks fuhr Nikki Sixx in ein Stadtviertel mit verfallenen Mietskasernen, wo ihm der Dealer eine Überdosis starkes Heroin in den Arm spritzte, woraufhin Sixx bewusstlos wurde. Nachdem der Drogendealer mit einem Baseballschläger auf Brust und Arme von Nikki Sixx eingeschlagen hatte, um dessen Kreislauf durch den Schmerz erfolglos in Schwung zu bringen, legte ihn der Dealer kurzerhand in einen Müllcontainer und flüchtete.

## Charts
Das allgemeine Ziel der Band war, mit diesem Album die Spitze der Charts zu erklimmen. Als es wegen guter Verkaufszahlen ganz danach aussah, dass das Album die Spitze erklimmen würde, brachte Whitney Houston ihr Album Whitney heraus, das in kürzester Zeit die Charts eroberte, und Girls, Girls, Girls blieb Platz zwei der Billboard 200. So mussten Mötley Crüe noch bis 1989 auf ihr erstes Nummer-eins-Album warten.

## Tracks
1. Wild Side (Nikki Sixx, Tommy Lee, Vince Neil) – 4:40
2. Girls, Girls, Girls (Sixx, Lee, Mick Mars) – 4:30
3. Dancing on Glass (Sixx, Mars) – 4:18
4. Bad Boy Boogie (Sixx, Lee, Mars) – 3:27
5. Nona (Sixx) – 1:27
6. Five Years Dead (Sixx) – 3:50
7. All in the Name of... (Sixx, Neil) – 3:39
8. Sumthin’ for Nuthin’ (Sixx) – 4:41
9. You’re All I Need (Lee, Sixx) – 4:33
10. Jailhouse Rock (Live) (Jerry Leiber, Mike Stoller) – 4:39

## Singles
Als Singles wurden Wild Side, Girls, Girls, Girls und You’re All I Need veröffentlicht.